# Hrabstwo Douglas (Wisconsin)
Hrabstwo Douglas (ang. Douglas County) – hrabstwo w stanie Wisconsin w Stanach Zjednoczonych.
Obszar całkowity hrabstwa obejmuje powierzchnię 1479,91 mil² (3832,95 km²). Według szacunków United States Census Bureau w roku 2009 miało 44 274 mieszkańców. Jego siedzibą administracyjną jest Superior.
Hrabstwo zostało utworzone w 1854. Nazwa pochodzi od senatora USA Stephena Douglasa.
Na obszarze hrabstwa znajdują się rzeki Amnicon, Black, Bois Brule, Eau Claire, Middle, Moose, Nemadji, Ounce, Pokegama, Poplan, St. Croix, St. Louis, Spruce, Totagatic i UpperTamarack oraz 431 jezior.

## Miasta
- Amnicon
- Bennett
- Brule
- Cloverland
- Dairyland
- Gordon
- Hawthorne
- Highland
- Lakeside
- Maple
- Oakland
- Parkland
- Solon Springs
- Summit
- Superior – city
- Superior – town
- Wascott

## CDP
- Brule
- Gordon

## Wsie
- Lake Nebagamon
- Oliver
- Poplar
- Solon Springs
- Superior